# Oxenfree
Oxenfree è un videogioco d'avventura del 2016 sviluppato e pubblicato da Night School Studio. Originariamente distribuito per Microsoft Windows, OS X e Xbox One, il gioco ha ricevuto una conversione per PlayStation 4 e Linux nel corso del 2016, seguito da versioni per iOS, Android e Nintendo Switch.
Nell'aprile 2021 è stato annunciato un sequel dal titolo Oxenfree II: Lost Signals, disponibile per Nintendo Switch e per Microsoft Windows tramite Steam.

## Accoglienza
Oxenfree è stato nominato nella categoria "Miglior narrativa" ai Game Awards 2016.
Il recensore di Destructoid ha definito Oxenfree «probabilmente il miglior gioco "horror" a cui abbia giocato da anni». Polygon l'ha inserito nei migliori 100 giochi degli anni 2010. David Jenkins di Metro ne ha apprezzato il sistema di dialoghi.